# Rey Idowu
Rey Idowu (Melbourne, 23 mei 1999) is een Amerikaans basketballer.

## Carrière
Idowu speelde collegebasketbal van 2018 tot 2020 voor de Illinois State Redbirds. En daarna van 2020 tot 2022 voor de Tulsa Golden Hurricane. In 2022 verkoos hij een profcarrière en tekende hij het Oostenrijkse BK Klosterneuburg Dukes. Hij eindigde het seizoen bij het Bulgaarse BK Shumen. In de NBA draft van 2023 werd hij niet gekozen. In september 2023 tekende hij bij de Belgische eersteklasser Liège Basket. In december 2023 verliet hij de club en werd vervangen door E.J. Anosike. In de zomer van 2024 keerde hij terug naar de Oostenrijkse competitie en tekende bij Flyers Wels, hierna speelde hij voor het Bulgaarse BK Shumen.